# Liste der Wappen im Rhein-Lahn-Kreis
Diese Liste beinhaltet – geordnet nach der Verwaltungsgliederung – alle in der Wikipedia gelisteten Wappen des Rhein-Lahn-Kreises in Rheinland-Pfalz. In dieser Liste werden die Wappen mit dem Gemeindelink angezeigt.

## Landkreis Rhein-Lahn-Kreis

Rhein-Lahn-Kreis
Lage in Rheinland-Pfalz
Lage in Deutschland

### Verbandsfreie Gemeinden/Städte

Lahnstein

### Verbandsgemeinde Aar-Einrich

Verbandsgemeinde Aar-Einrich
Allendorf[1]
Berghausen[2]
Berndroth[3]
Biebrich
Bremberg
Burgschwalbach
Dörsdorf
Ebertshausen
Eisighofen
Ergeshausen
Flacht
Gutenacker
Hahnstätten
Herold
Kaltenholzhausen
Katzenelnbogen
Klingelbach
Kördorf
Lohrheim
Mittelfischbach
Mudershausen
Netzbach
Niederneisen
Niedertiefenbach
Oberfischbach
Oberneisen
Reckenroth
Rettert
Roth
Schiesheim
Schönborn

### Verbandsgemeinde Bad Ems-Nassau

Verbandsgemeinde Bad Ems-Nassau
Arzbach
Attenhausen
Bad Ems, Stadt
Becheln
Dausenau
Dessighofen
Dienethal
Dornholzhausen
Fachbach
Frücht
Geisig
Hömberg
Kemmenau
Lollschied
Miellen
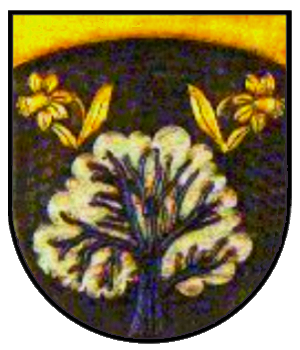
Misselberg
Nassau
Nievern
Obernhof
Oberwies
Pohl
Schweighausen
Seelbach
Singhofen
Sulzbach
Weinähr
Winden
Zimmerschied

### Verbandsgemeinde Diez

Verbandsgemeinde Diez
Altendiez
Aull
Balduinstein
Birlenbach
Charlottenberg
Cramberg
Diez
Dörnberg
Eppenrod
Geilnau
Gückingen
Hambach
Heistenbach
Hirschberg
Holzappel
Holzheim
Horhausen
Isselbach
Langenscheid
Laurenburg
Scheidt
Steinsberg
Wasenbach

### Verbandsgemeinde Loreley

Verbandsgemeinde Loreley
Auel
Bornich
Braubach
Dachsenhausen[4]
Dahlheim
Dörscheid
Filsen
Kamp-Bornhofen[5]
Kaub
Kestert
Lierschied
Lykershausen
Nochern
Osterspai
Patersberg
Prath
Reichenberg
Reitzenhain
Sankt Goarshausen
Sauerthal
Weisel
Weyer

### Verbandsgemeinde Nastätten

Verbandsgemeinde Nastätten
Berg
Bettendorf
Bogel
Buch
Diethardt
Ehr
Endlichhofen[6]
Eschbach
Gemmerich
Hainau
Himmighofen[7]
Holzhausen an der Haide
Hunzel
Kasdorf
Kehlbach
Lautert
Lipporn
Marienfels
Miehlen
Nastätten
Niederbachheim
Niederwallmenach
Oberbachheim
Obertiefenbach
Oberwallmenach
Oelsberg
Rettershain
Ruppertshofen
Strüth
Weidenbach
Welterod
Winterwerb

## Wappen ehemaliger Gemeinden und Verbandsgemeinden

Verbandsgemeinde Bad Ems
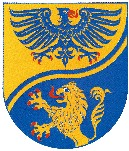
Verbandsgemeinde Braubach
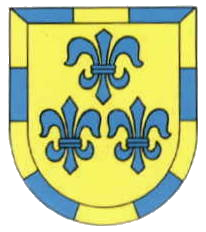
Verbandsgemeinde Hahnstätten
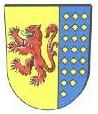
Verbandsgemeinde Katzenelnbogen
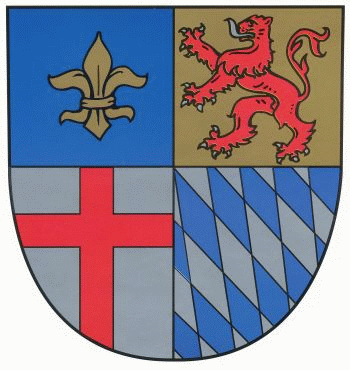
Verbandsgemeinde Loreley (1972–2012)
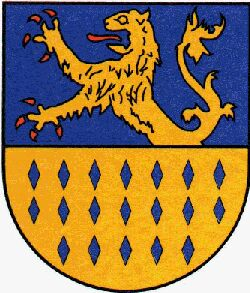
Verbandsgemeinde Nassau
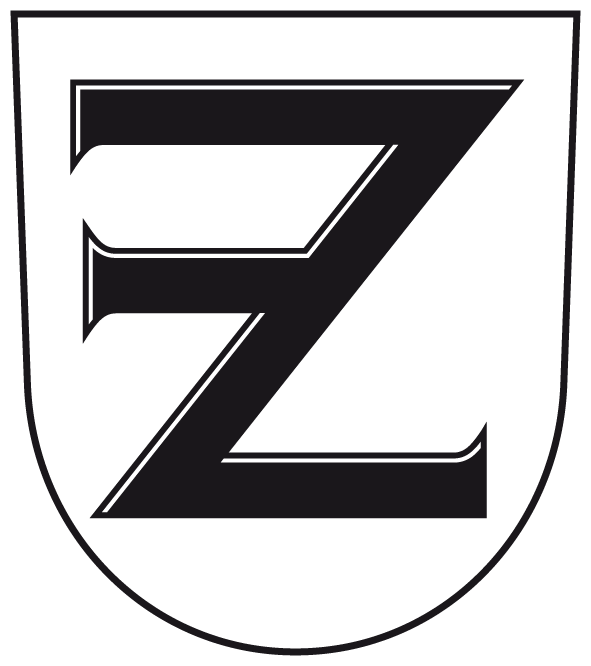
Bergnassau-Scheuern
Fachingen
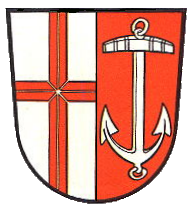
Niederlahnstein
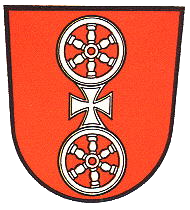
Oberlahnstein

## Blasonierungen
1. ↑  Allendorf: In Silber ein rotes Schild, belegt mit goldenen schräggekreuzten Hammer und Schlägel, begleitet im rechten Obereck von einem schwarzumrandeten goldenen Ring.
2. ↑  Berghausen: Über einem goldenen Berg mit daraufstehendem Haus in Rot schräg gekreuzt ein goldenes Schwert und eine goldene Lanze.
3. ↑  Berndroth: Von gold und rot geteilt. Oben ein silbern bewehrter halber roter Löwe; unten zwei schräggekreuzte silberne Rodehacken, belegt mit einer aufrechten silbernen Ähre.
4. ↑  Dachsenhausen: In Gold ein grüner Berg, darauf dicht beieinander stehend eine kleine schwarzstämmige, grünblättrige Eiche und links eine große schwarzstämmige, grünblättrige Buche, dergestalt, dass beide eine gemeinsame Krone bilden und das Aussehen eines gespaltenen Baumes haben. Unten seitlich je drei über den Bergrand hinauswachsende, durch diesen von Grün und Gold geteilte Kornähren.
5. ↑  Kamp-Bornhofen: Unter silbernem Schildhaupt mit blauem Schräglinksstrom golden-blau gespaltener Schild, rechts in Gold ein gesenkter blauer Anker, links in Blau eine silberne Lilie.
6. ↑  Endlichhofen: Unter blauem Winkelschlildhaupt, darin zwischen zwei goldenen Schindeln von einer wachsenden, abgewendeten silbernen Abtkrümme eingeschlossen eine mit 3 roten Kugeln belegte rot gefütterte Krone, in Gold eine grüne Eiche mit 5 silbernen Eicheln.
7. ↑  Himmighofen: Im golden-blau golden in gewechselten Farben flankenweise gespalten und geteiltem Schild, in der Mitte über drei (2:1) blauen Eicheln, ein gekrönter, rotgezungter Löwenkopf, in den Flanken oben je zwei blaue Schindeln, unten je eine goldene Schindel.